# 埃利奧特鎮區 (愛荷華州路易莎縣)
埃利奧特鎮區（英語：Eliot Township）是位於美國愛荷華州路易莎縣的一個行政鎮區。

## 地方資料
根據2010年美國人口普查的數據，埃利奧特鎮區的面積為86.57平方千米，當中陸地面積為79.72平方千米，而水域面積為6.85平方千米。當地共有人口334人，而人口密度為每平方千米3.86人。